# SC Galytchanka Lviv
Le SC Galytchanka Lviv est un club de handball féminin basé à Lviv en Ukraine.

## Palmarès section féminine
compétitions internationales

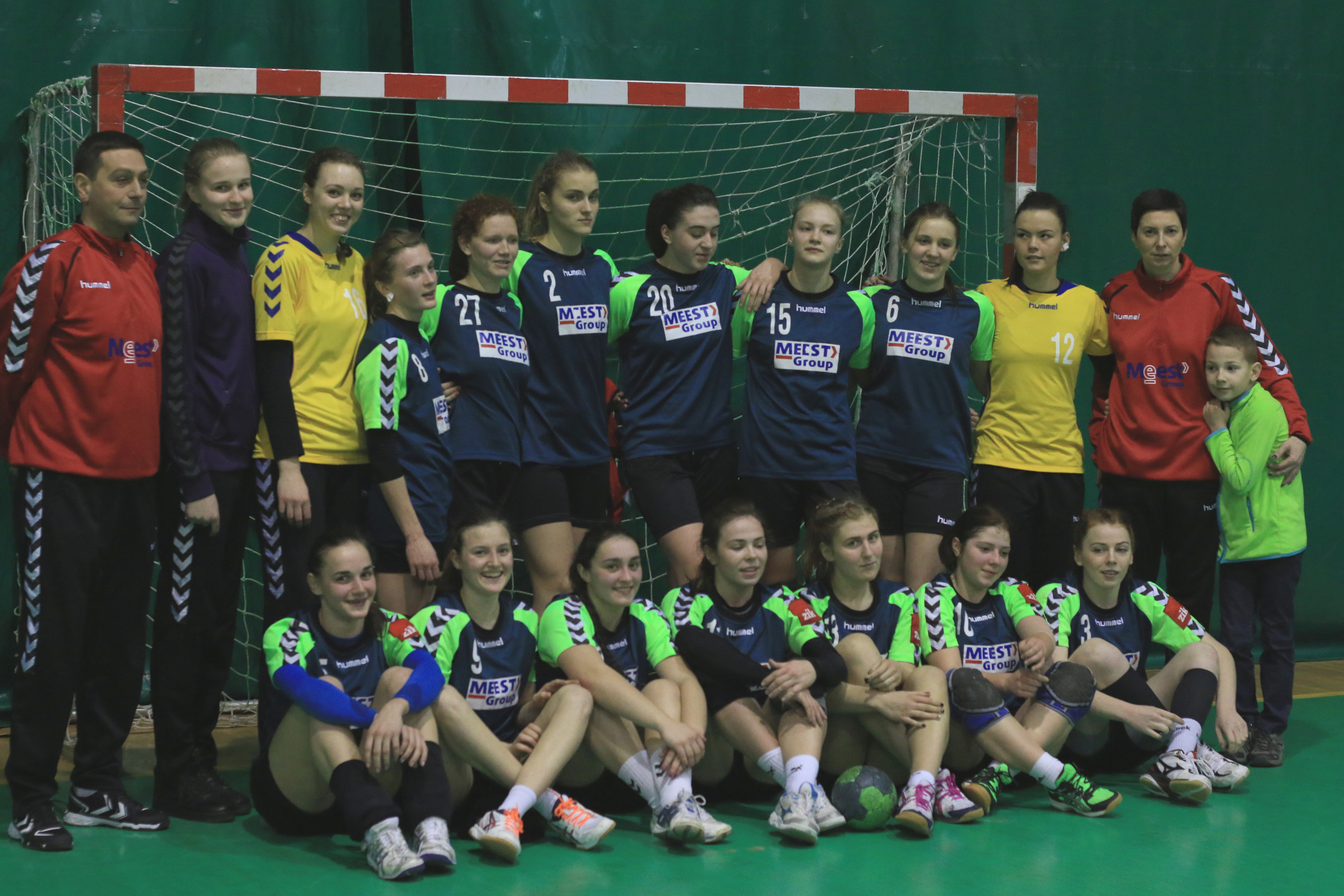
L'équipe en 2016.

- demi-finaliste de la coupe Challenge (C4) en 2014 et 2015
- quart-de-finaliste de la Coupe de l'EHF (C3) en 1999

compétitions nationales
- Championnat d'Ukraine
  - Vainqueur (9) en 2015, 2016, 2017, 2018, 2019, 2020, 2021, 2022, 2023
  - vice-champion en 2005, 2007, 2008, 2013, 2014
- Coupe d'Ukraine (uk)
  - Vainqueur (6) en 2016, 2017, 2019, 2020, 2021, 2023
  - Finaliste (1) : 2018
- Supercoupe d'Ukraine (uk)
  - Vainqueur (6) en 2016, 2017, 2018, 2019, 2021, 2023

## Joueuses historiques
- Victoria Borchtchenko de février 2003 à 2009
- Anastasia Lobach de 2006 à 2008
- Julija Nikolić de 2001 à 2003